# تیرگان (درگز)
تیرگان ، روستایی از توابع بخش لطف‌آباد در شهرستان درگز استان خراسان رضوی در ایران است.

## جمعیت
این روستا در دهستان زنگلانلو قرار داشته و بر اساس سرشماری سال ۱۳۸۵ جمعیت آن (۳۱۵خانوار) ۱٬۳۹۸نفر
بوده است.
از لحاظ زمین‌شناسی مقطع تیپ سازند تیرگان واقع در حوضه رسوبی کپه داغ در این روستا واقع است.
این روستا مراتع دارای مراتع فراوانی جهت پرورش دام‌های سبک از جمله گوسفند می‌باشد.

## منبع
1. ↑  «درگاه ملی آمار». بایگانی‌شده از اصلی در ۸ اکتبر ۲۰۰۷. دریافت‌شده در ۵ ژوئیه ۲۰۰۸.